# Resolució 1152 del Consell de Seguretat de les Nacions Unides
La Resolució 1152 del Consell de Seguretat de les Nacions Unides fou adoptada per unanimitat el 5 de febrer de 1998. Després de reafirmar les resolucions 1125 (1997) i 1136 (1997) quant a la situació a la República Centreafricana, el Consell va autoritzar la continuació de la Missió Interafricana per Supervisar l'Aplicació dels Acords de Bangui (MISAB) al país fins al 16 de març de 1998.
La missió de supervisió dels països africans de la MISAB fou elogiada pel Consell de Seguretat per les seves contribucions a l'estabilització a la República Centreafricana, inclòs el lliurament d'armes. Els països que participen en la missió havien estès el seu mandat, amb l'objectiu d'establir una missió de pau de les Nacions Unides al país. Per tant, va destacar la necessitat que totes les parts dels Acords de Bangui els implementessin plenament.
Actuant en virtut del [[Capítol VII de la Carta] de les Nacions Unides]], els països participants en la MISAB van ser autoritzats a garantir la seguretat i la llibertat de circulació del seu personal fins al 16 de març de 1998. Addicionalment, el secretari general Kofi Annan va proposar designar un Representant Especial per assistir a les parts en la implementació dels acords. També va rebre instruccions per presentar recomanacions abans del 23 de febrer de 1998 sobre tots els aspectes relatius a l'establiment d'una operació operació de manteniment de la pau al país, que es decidirà el 16 de març de 1998.